# Eden (condado de Iowa, Wisconsin)
Eden es un pueblo ubicado en el condado de Iowa en el estado estadounidense de Wisconsin. En el Censo de 2010 tenía una población de 355 habitantes y una densidad poblacional de 3,88 personas por km².

## Geografía
Eden se encuentra ubicado en las coordenadas 42°59′53″N 90°21′3″O / 42.99806, -90.35083. Según la Oficina del Censo de los Estados Unidos, Eden tiene una superficie total de 91.59 km², de la cual 91.28 km² corresponden a tierra firme y (0.33%) 0.3 km² es agua.

## Demografía
Según el censo de 2010, había 355 personas residiendo en Eden. La densidad de población era de 3,88 hab./km². De los 355 habitantes, Eden estaba compuesto por el 94.65% blancos, el 0% eran afroamericanos, el 0% eran amerindios, el 0.28% eran asiáticos, el 0% eran isleños del Pacífico, el 3.66% eran de otras razas y el 1.41% pertenecían a dos o más razas. Del total de la población el 5.07% eran hispanos o latinos de cualquier raza.